# Bernhard Kimmel
| Pfälzerwald (1957–1961) |

| Trebur (1975) |

| Bensheim (1981) |

| Pfälzerwald (1957–1961) |

| Trebur (1975) |

| Bensheim (1981) |

Bernhard Kimmel, in den Medien auch Al Capone von der Pfalz genannt (* 21. Mai 1936 in Liestal, Schweiz; † 6. Dezember 2019 in Landau in der Pfalz), Sohn eines deutschen Vaters und einer Schweizer Mutter, war ein deutscher Straftäter. Er wurde in der früheren Bundesrepublik Deutschland bekannt, weil er um 1960 an Einbrüchen, Raubüberfällen und einer Mordtat beteiligt war und 1981 selbst einen Mord verübte. Zuerst verbüßte er eine langjährige, später eine lebenslange Freiheitsstrafe. Wegen guter Führung wurde er im Dezember 2003 nach insgesamt mehr als 31 Jahren Haft vorzeitig entlassen. 2019 starb er im Alter von 83 Jahren.

## Familie und Ausbildung
Kimmels Vater stammte aus der pfälzischen Kleinstadt Lambrecht, die in der Mittelgebirgsregion Pfälzerwald in Rheinland-Pfalz liegt, seine Mutter aus der Schweizer Gemeinde Liestal (Kanton Basel-Landschaft). Dort und bei der Großmutter in Basel verbrachte Kimmel seine frühe Kindheit.
Während des Zweiten Weltkriegs scheiterte die Ehe der Eltern. Kimmels Vater kehrte nach Lambrecht zurück, wobei er seinen Sohn mitnahm. Dort erreichte Kimmel den Volksschulabschluss und erlernte Anfang der 1950er Jahre den Beruf des Tuchwebers. Schon in jungen Jahren geriet er auf die schiefe Bahn.

## Straftaten im Pfälzerwald

### Die Kimmel-Bande
Ab dem Jahr 1957, als die ersten Straftaten bekannt wurden, bis zum 7. Januar 1961 war Kimmel Kopf der nach ihm benannten „Kimmel-Bande“. Diese Gruppierung von sechs jungen Kriminellen machte zunächst mit gefundenen Waffen, die aus dem Zweiten Weltkrieg stammten, dann auch mit gestohlenen die Gegend um Lambrecht unsicher. Vor allem die südlich der Stadt durch den Wald führende Totenkopfstraße und ihre Umgebung waren mehr als drei Jahre lang Tummelplatz der Bande, von der 187 Delikte registriert wurden. Die dabei erbeuteten knapp 150.000 DM (inflationsbedingt heute umgerechnet rund 408.000 Euro) waren zu dieser Zeit angesichts eines monatlichen Durchschnittseinkommens unter 400 DM (rund 1.000 Euro) ein beträchtliches Vermögen.

### Sachbeschädigungen – Einbrüche – Mord

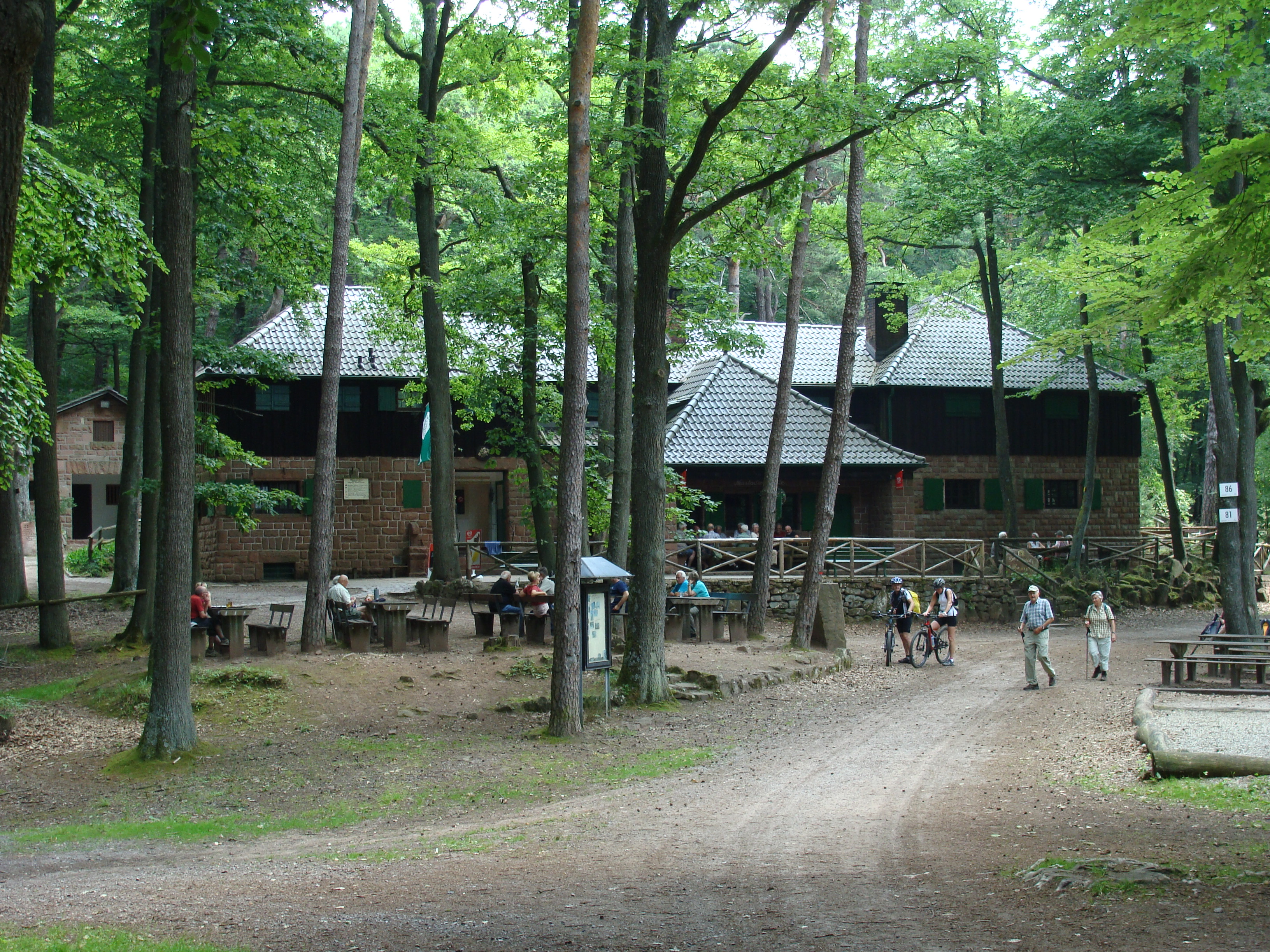
Schauplatz des Mordes: die Hellerhütte

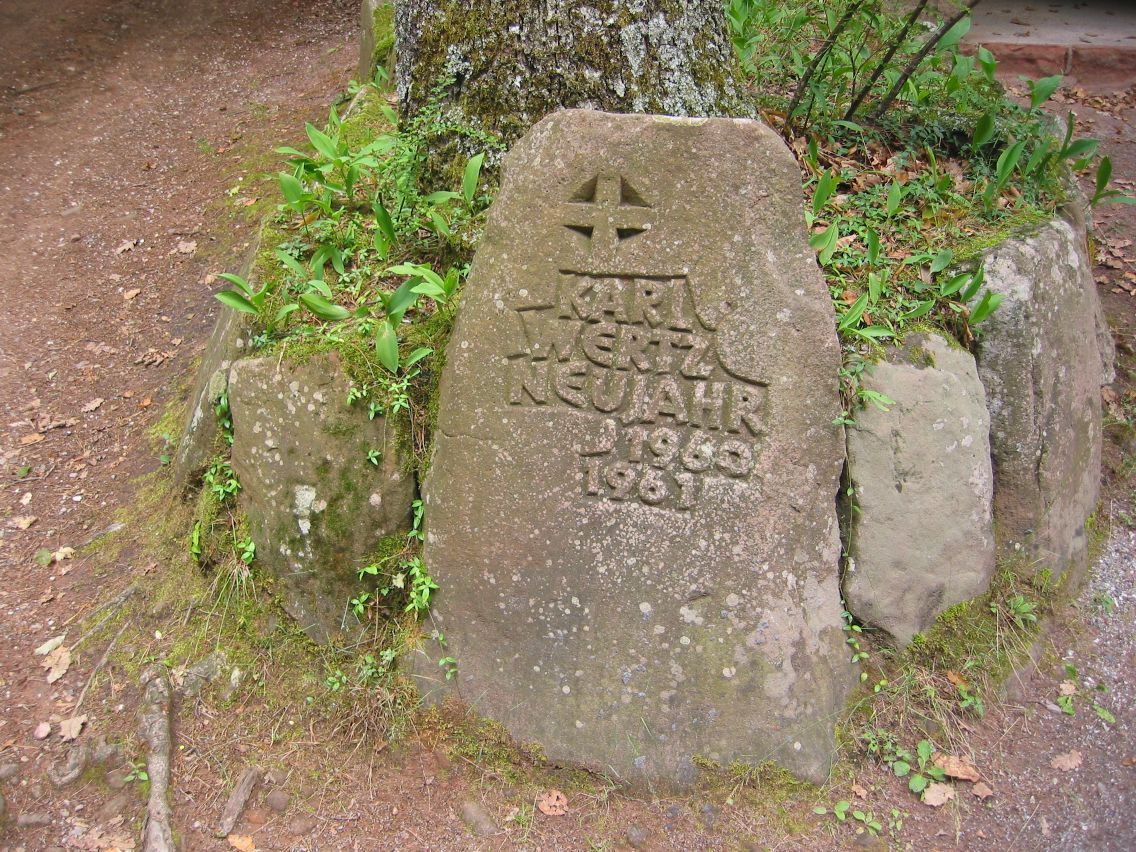
Ritterstein 190 für Mordopfer Wertz

Die Liste der Straftaten begann 1957 mit Schießübungen auf Straßenschilder, setzte sich fort über Brandstiftungen an Gebäuden und steigerte sich auf eine dreistellige Zahl von Einbrüchen. Diese hatten überwiegend Banken zum Ziel; der erste allerdings richtete sich am 24. Oktober 1957 gegen die AOK-Dienststelle in Lambrecht. Deren Tresor wurde entwendet und in einem nahen Garten vergraben, aufgrund der Spuren jedoch zwei Tage später samt dem unversehrten Inhalt – 19.000 DM Bargeld (rund 55.000 Euro) und ein „Blankoscheck“ über 10.400 DM (rund 30.000 Euro) – von der Polizei aufgefunden. 1959 verübte die Bande in Lachen-Speyerdorf (heute Ortsteil von Neustadt an der Weinstraße) einen bewaffneten Raubüberfall auf ein Waffendepot der damaligen französischen Besatzungsmacht. Am 31. März 1960 gelang der lukrativste Einbruch. Durch eine Kellertür drang die Bande in das Neustadter Kaufhaus Weickert ein und knackte im Obergeschoss den Tresor, der mehr als 40.000 DM in bar (rund 111.000 Euro) an zur Auszahlung anstehenden Lohngeldern enthielt.
Die Ereignisse gipfelten schließlich in einem Mord: In der Neujahrsnacht 1960/61 war die Bande im Pfälzerwald südwestlich von Neustadt unterwegs. Zunächst wurde die Totenkopfhütte an der namensgebenden Passhöhe angezündet, dann zog man weiter zur gut 1 km entfernten Hellerhütte. Um 3 Uhr früh schoss dort das Bandenmitglied Lutz Cetto mit einer 9-mm-Pistole den damals 49-jährigen Hüttenwart Karl Wertz (1911–1961) aus Haßloch nieder, der für den Pfälzerwald-Verein die Hütte betrieb und dort übernachtete. Wertz hatte die jungen Leute, die angetrunken vor dem Haus randalierten und um sich schossen, mit einer Taschenlampe angeleuchtet, und Cetto hatte, wie sich im Gerichtsverfahren ergab, befürchtet, der Hüttenwart könnte vielleicht Bandenmitglieder erkennen und später als Täter identifizieren. Im Neustadter Krankenhaus Hetzelstift wurde noch in der Nacht festgestellt, dass Wertz auf dem Transport verstorben war. Zeuge der Todesschüsse war ein Mitglied des Pfälzerwald-Vereins. Von der Mordtat kündet der Ritterstein Nr. 190, der später an der Hellerhütte gesetzt wurde.

### Großfahndung und Festnahme

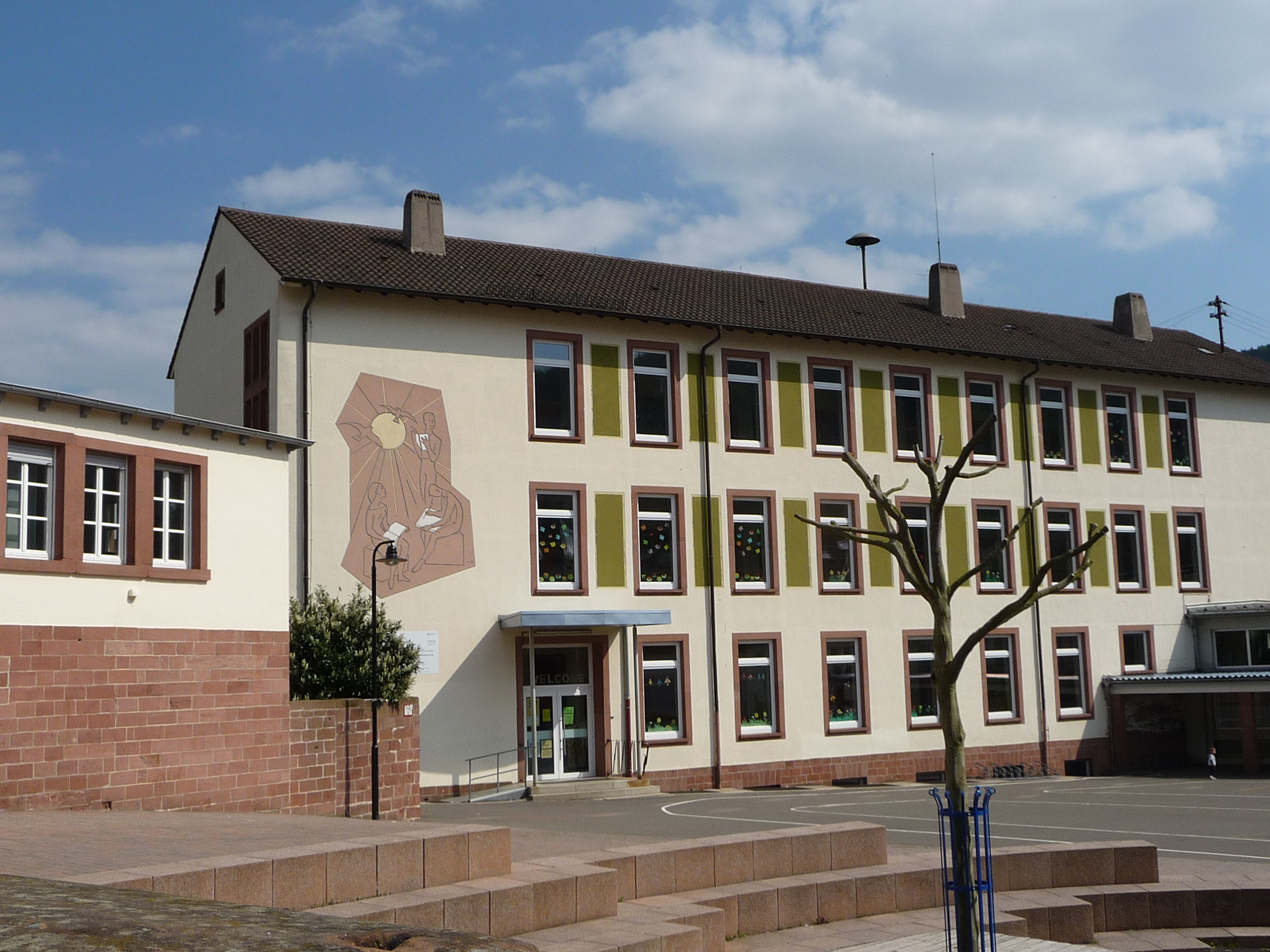
Lagezentrum der Polizei: die Schule in Lambrecht

Nach dieser Bluttat kam es zur Großfahndung. Sie wurde koordiniert durch den Leiter der Kripo Ludwigshafen, Georg Fleischmann (1906–1970), der 1963 wegen des Vorwurfs, im Zweiten Weltkrieg Mordtaten begangen zu haben, sein Amt verlor. Mehr als tausend Polizisten – von denen eine größere Anzahl im Lambrechter Schulhaus untergebracht wurde, so dass die Schüler einige Tage „Sonderferien“ hatten – spürten Kimmel nach, der mit seiner damaligen Lebensgefährtin Mathilde „Tilly“ Dohn (die in der Presse gelegentlich „Revolver-Tilly“ genannt wurde) eine Woche lang im winterlichen Pfälzerwald unterwegs war. Dann, am 22. Januar 1961, wurden beide festgenommen und kamen in Untersuchungshaft. Kimmel war durch eine entfernte Verwandte, bei der er sich Verpflegung besorgt hatte, zur Aufgabe überredet worden.
Während eines Lokaltermins im Folgemonat (Februar 1961) gelang Kimmel unter den Augen von Kripochef Fleischmann und drei Polizisten noch einmal eine spektakuläre Flucht: Er hatte sich im Wald die Handschellen abnehmen lassen, damit er seinen Mantel ausziehen könne, um ihn seiner angeblich frierenden Lebensgefährtin umzuhängen. Ohne Fesseln sprang er dann plötzlich einen steilen Abhang hinunter und versorgte sich in einem nahegelegenen Versteck mit einer Maschinenpistole. Bei der nachfolgenden Schießerei konnte auch seine Freundin flüchten. Nach vier Tagen jedoch musste das Paar vor der Februarkälte kapitulieren und stellte sich den Behörden.

### Prozesse
Polizeiliche und staatsanwaltschaftliche Ermittlungen sowie die Prozesse kosteten die Bundesrepublik mehr als 100.000 DM (rund 264.000 Euro). Im Herbst 1962 erfolgten durch das Schwurgericht beim Landgericht Frankenthal unter Vorsitz von Landgerichtsdirektor Erich Barbier (1908–1988) erste Verurteilungen wegen der Einbrüche und Diebstähle. Der Polizei stellte der Gerichtsvorsitzende während der Hauptverhandlung ein wenig schmeichelhaftes Zeugnis aus:

„Wenn die Polizei schneller und besser gearbeitet hätte und den eindeutigen Hinweisen nachgegangen wäre, dann hätte die Bande schon 1957 nach dem Einbruch in die AOK Lambrecht unschädlich gemacht werden können.“

Eben diesen AOK-Einbruch hatte die Polizei Kimmel nicht zugetraut und nach der belastenden Aussage eines Augenzeugen in den Ermittlungsakten vermerkt:

„Kimmel kommt für den Einbruch nicht in Frage. Er ist aus einer tief religiösen Familie. Der Anzeiger dagegen ist vorbestraft.“

Zuständig für den Tatkomplex um den nächtlichen Mord war 1963 das gleiche Gericht, das an mehreren Tagen im Januar und Februar verhandelte. In die neuen Urteile wurden die Ende 1962 ausgesprochenen Strafen teilweise einbezogen.
Besonders weil ein Teil der Beute, die angeblich in Aluminium-Milchkannen im Wald vergraben wurde, verschwunden blieb und weil er der Anführer der Bande war, erhielt Kimmel eine 14-jährige Freiheitsstrafe. Von dieser musste er – unter Anrechnung der Untersuchungshaft und wegen guter Führung – etwas mehr als neun Jahre verbüßen; im Mai 1970 kam er auf freien Fuß.
Cetto wurde wegen Mordes zu lebenslanger Freiheitsstrafe verurteilt, die er in der Justizvollzugsanstalt Freiendiez verbüßen sollte; nach wenigen Monaten nahm er sich dort Anfang Januar 1964 das Leben. Die weiteren der fünf Bandenmitglieder, die bei der Mordtat zugegen waren, wurden mit zeitlichen Haftstrafen belegt: Rudi Hartmann erhielt neun Jahre und acht Monate, Bruno Veit drei Jahre, Mathilde Dohn zwei Jahre und zehn Monate.

## Bankeinbruch und Freispruch
1975 wurde in Trebur – südwestlich von Frankfurt am Main – nachts ein Einbruch in eine Bank verübt. In der Nähe des Tatorts nahm die Polizei Kimmel fest und fand in seinem Auto auch Werkzeug, das zur Tatausführung gepasst hätte. Er weigerte sich, ein Geständnis abzulegen, und wurde angeklagt. 1976 wurde er jedoch freigesprochen, weil die Beweise gegen ihn nicht ausreichten.

## Bankeinbruch und Polizistenmord

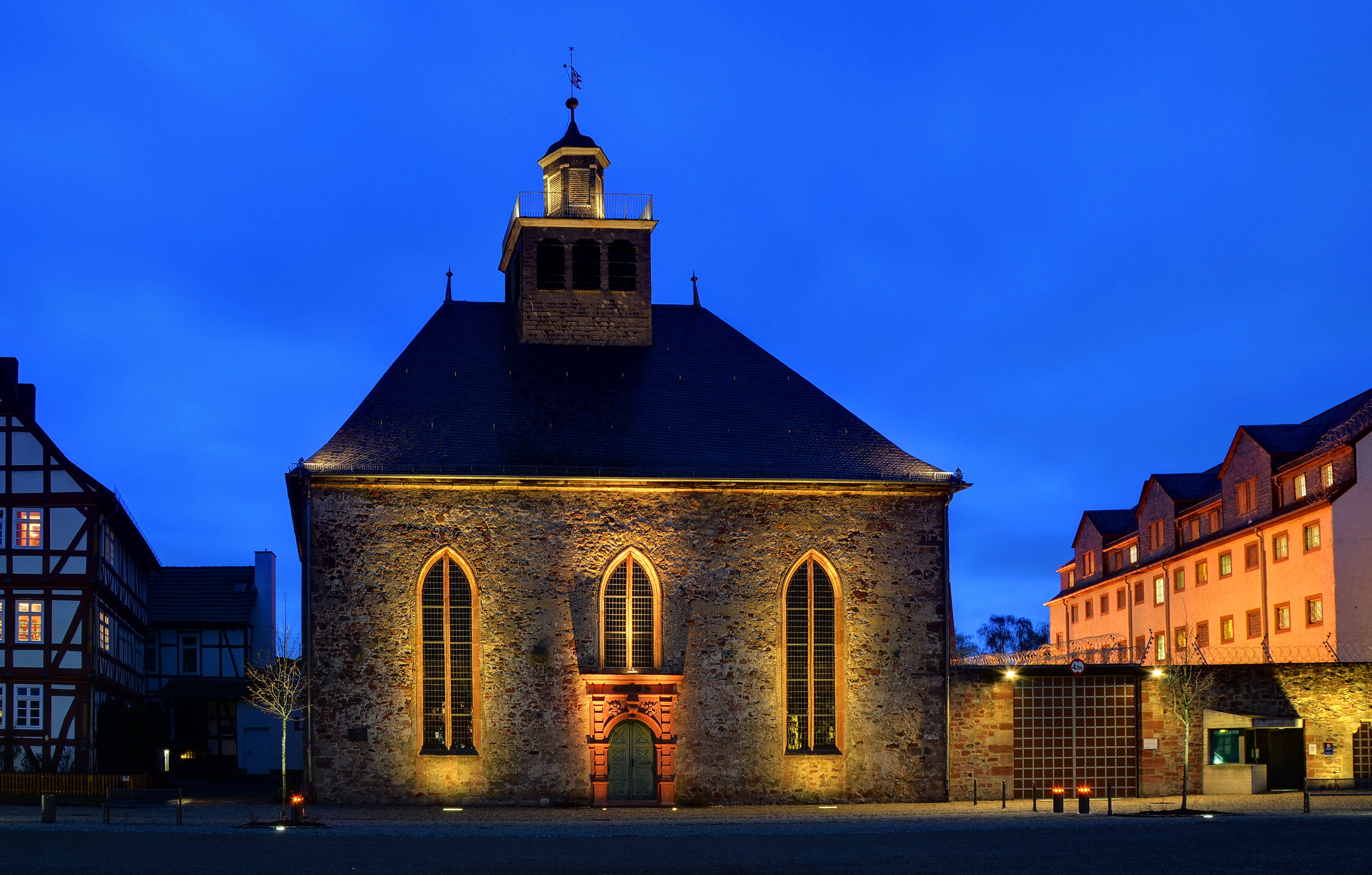
Rechts neben der Kirche: Eingangstor und Mauer der JVA Schwalmstadt

Am 12. Dezember 1981 versuchte Kimmel gemeinsam mit einem Komplizen, nachts in eine Kreissparkassenfiliale in Bensheim an der südhessischen Bergstraße einzubrechen. Dabei attackierte er mit Waffengewalt die alarmierten Polizisten. Durch einen von Kimmel gezündeten Sprengsatz erlitt der 26-jährige Achim Benick eine Querschnittlähmung; von einer Kugel aus Kimmels Pistole wurde der 31-jährige Hubert Rupprecht aus wenigen Metern Entfernung in den Kopf getroffen, er starb wenige Tage später. Kimmel selbst wurde bei der Auseinandersetzung mit den Polizisten angeschossen.
Das Gericht wertete die Tat als Mord und verurteilte Kimmel folgerichtig zu einer lebenslangen Freiheitsstrafe, von der er 22 Jahre absitzen musste. Die meiste Zeit war er im Hochsicherheitstrakt der nordhessischen Justizvollzugsanstalt Schwalmstadt inhaftiert.

## Rezeption und Selbstdarstellung
Bereits um 1960 hatte Kimmel unter dem Namen „Al Capone“, mit dem er auf den berüchtigten US-amerikanischen Gangsterboss anspielte, Pressekontakte gesucht. Entsprechende Beachtung fand er vor allem bei der Regenbogenpresse, welche die Bezeichnung immer wieder aufgriff. Auch ein 1969 über das Geschehen im Pfälzerwald gedrehter Fernsehfilm führte den Spitznamen im Titel: Al Capone im deutschen Wald. Unter der Regie von Franz Peter Wirth und nach dem Drehbuch von Peter Adler spielten Will Danin („Kalle Damm“ alias Bernhard Kimmel), Angelika Bender („Hanni“ alias Mathilde Dohn), Christof Wackernagel, Rainer Werner Fassbinder u. a.
Über dieselben Ereignisse inszenierte das Chawwerusch Theater aus Herxheim bei Landau 2003 ein dramatisches Schauspiel in Pfälzer Mundart mit dem Titel Kohle in de Milchkann (pfälzisch für „Geld in der Milchkanne“) und dem Untertitel Eine Räubergeschichte aus dem Pfälzer Wald. Regie führte Ben Hergl, Mitautoren waren Walter Menzlaw und Peter Schraß. Die Aufführung stand bis 2004 auf dem Spielplan.
Bei der Erstellung einer filmischen Dokumentation in den 1970er Jahren lernte Kimmel den Schriftsteller Martin Walser kennen, der sich erfolglos für die Resozialisierung des Häftlings starkmachte. Während der zweiten Haftperiode begann Kimmel mit der Modellierung von Skulpturen, die in Ausstellungen, beispielsweise 1993 in Ludwigshafen, präsentiert wurden.
Auch 2003, als alter Mann nach seiner zweiten Haftentlassung, war Kimmel bei den Medien gefragt und präsentierte sich jenseits seines 70. Geburtstags immer noch als „edler Räuber“ von der Art des legendären Schinderhannes. So brachte er 2006 in einer 45-minütigen Dokumentation des Südwestrundfunks zum wiederholten Male zum Ausdruck, wie sehr er sich als Opfer der Gesellschaft und widriger Umstände sieht: Er äußerte z. B. Unverständnis dafür, dass er wegen Polizistenmordes durch Kopfschuss belangt worden sei, obwohl er doch „über den Kopf hinweg gezielt“ habe. Ebenfalls 2006 drehte Regisseur Peter Fleischmann über Kimmel, den er schon 1970 in seinem Film Das Unheil eingesetzt und über den er 1987 den Dokumentarfilm Der Al Capone von der Pfalz gefertigt hatte, einen Film mit dem Titel Mein Freund, der Mörder. Der Kinostart war am 21. Juli, die TV-Ausstrahlung erfolgte am 18. September 2006.